# Елиот Си (астронаут)
Елиот Мекеј Си млађи (енгл. Elliot McKay See Jr.; Далас, 23. јул 1927 — Сент Луис, 28. фебруар 1966) био је амерички пилот, инжењер, астронаут. Изабран је за астронаута 1962. године.

## Биографија
Пре него што је изабран за астронаута, летео је као борбени пилот у Америчкој ратној морнарици. Активна служба му је трајала од 1953. до 1956. године. Четири године уочи активног статуса и након тога је био резервни официр. По завршетку Академије радио је за Џенерал електрик, компанију у којој је радио и његов отац, провевши један кратак период у компанији Lykes Brothers Steamship Company. Радни век уочи селекције у астронаутски корпус провео је тестирајући ваздухоплове и млазне моторе које је развијала његова компанија, у својству летачког инжењера и пробног пилота. Као такав је и изабран за астронаута. Од девет изабраних астронаута, Си је био најстарији.
Био је резервни пилот на мисији Џемини 5, заједно са Нилом Армстронгом, који му је био командант. Доналд Слејтон, директор летачких операција НАСА, одредио га је за командног пилота мисије Џемини 9, која је требало у свемир да полети 1966. године, међутим Си 28. фебруара 1966. са колегом Чарлијем Басетом гине у паду авиона Т-38А. Си је био за командама. Узрок пада био је лоша видљивост, уз грешку пилота. Вољом судбине пад је уследио непосредно пред слетање у Сент Луис, поред хангара где се налазила летелица којом су Си и Басет требало да полете у свемир. Обојица су сахрањени на Националном гробљу Арлингтон. Њихова имена су се нашла на плакети Пали астронаут коју су астронаути Апола 15 оставили на Месечевој површини 1971. године у знак сећања на колеге који су положили своје животе у име освајања космичких пространстава. Да је полетео у свемир, Си би био један од ретких астронаута који су добили прилику да командују својим првим летом.
Током каријере забележио је преко 3.900 часова лета, од чега више од 3.300 на млазњацима.
Средњу школу је завршио у родном граду 1945. године. Дипломирао је на Трговачко-поморској академији САД 1949. године. Пре тога је кратко студирао на Универзитету Тексас. Магистрирао је ваздухопловну технику на Универзитету Калифорније у Лос Анђелесу 1962. године. Си је у младости био члан Младих извиђача САД и имао је највиши чин, Eagle Scout.
У тренутку смрти имао је 38 година и чин капетана фрегате Ратне морнарице САД у резерви. Био је ожењен и имао троје деце. Си и Басет су сахрањени уз војне почасти на Националном гробљу Арлингтон. Дан уочи сахране одржана је комеморација погинулим астронаутима, током које су колеге астронаути Баз Олдрин, Вилијам Андерс и Волтер Канингем летели у формацији изгубљеног човека Сију у част, док су исто у Басетову част летели астронаути Џим Лавел и Џејмс Макдивит, уз пилота Џера Коба.

## Галерија
- Елиот Си у униформи морнаричког официра, 1955. године
- Елиот Си (први слева) са колегама и Вернером фон Брауном (други здесна), 1962. године
- Елиот Си (лево), Едвард Вајт (средина) и Ди О’Хара, 1962. године
- Елиот Си током обуке, 1965. године

- Елиот Си у Џемини оделу, 1966. године
- Елиот Си и Чарли Басет, месец дана уочи погибије
- Име Елиота Сија (четврти отпозади) на плакети уз фигурицу Палог астронаута на Месецу
- Сијево и Басетово име на Свемирском меморијалном огледалу